# Linienband

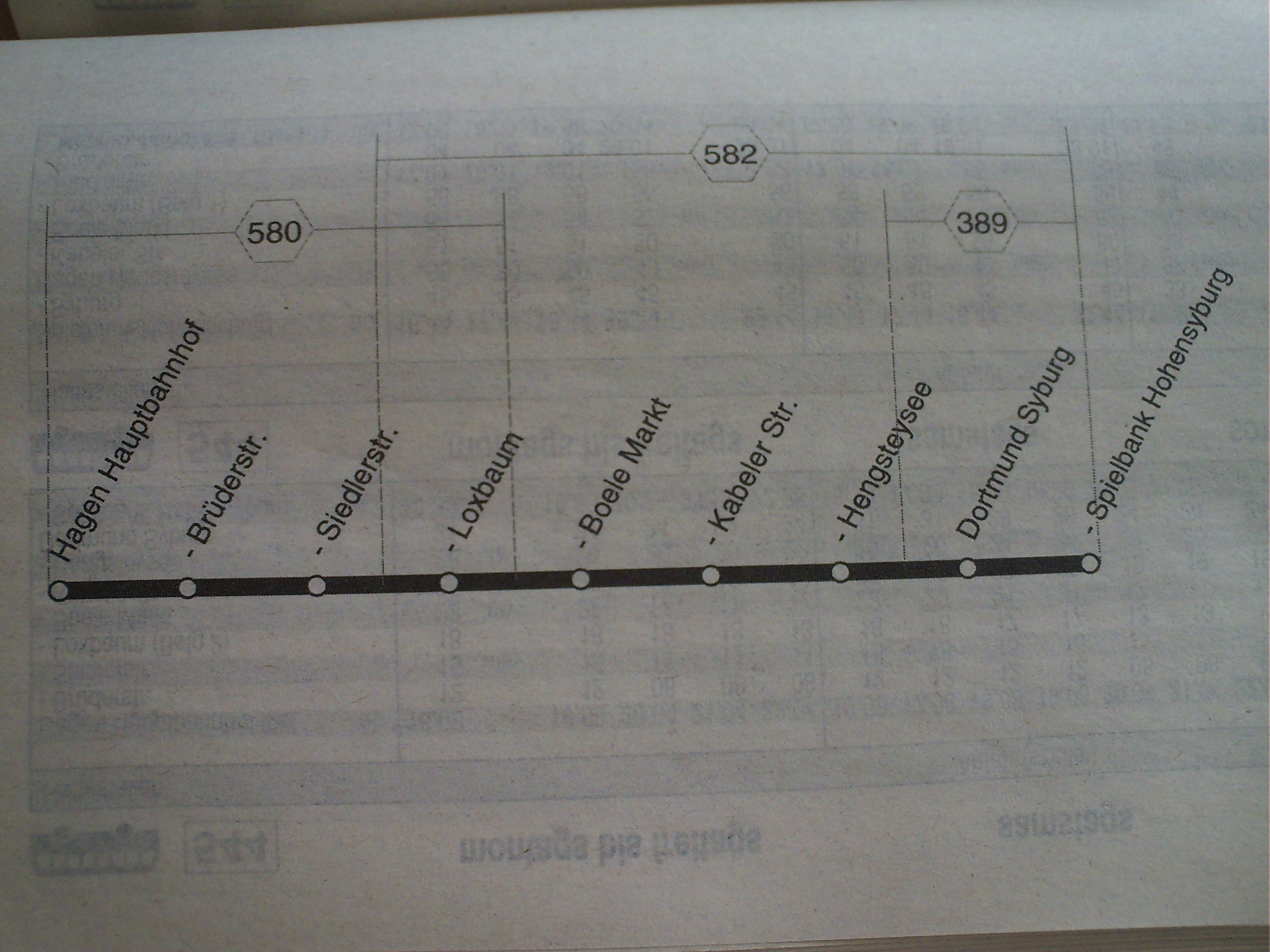
Linienband der Hagener Buslinie 544

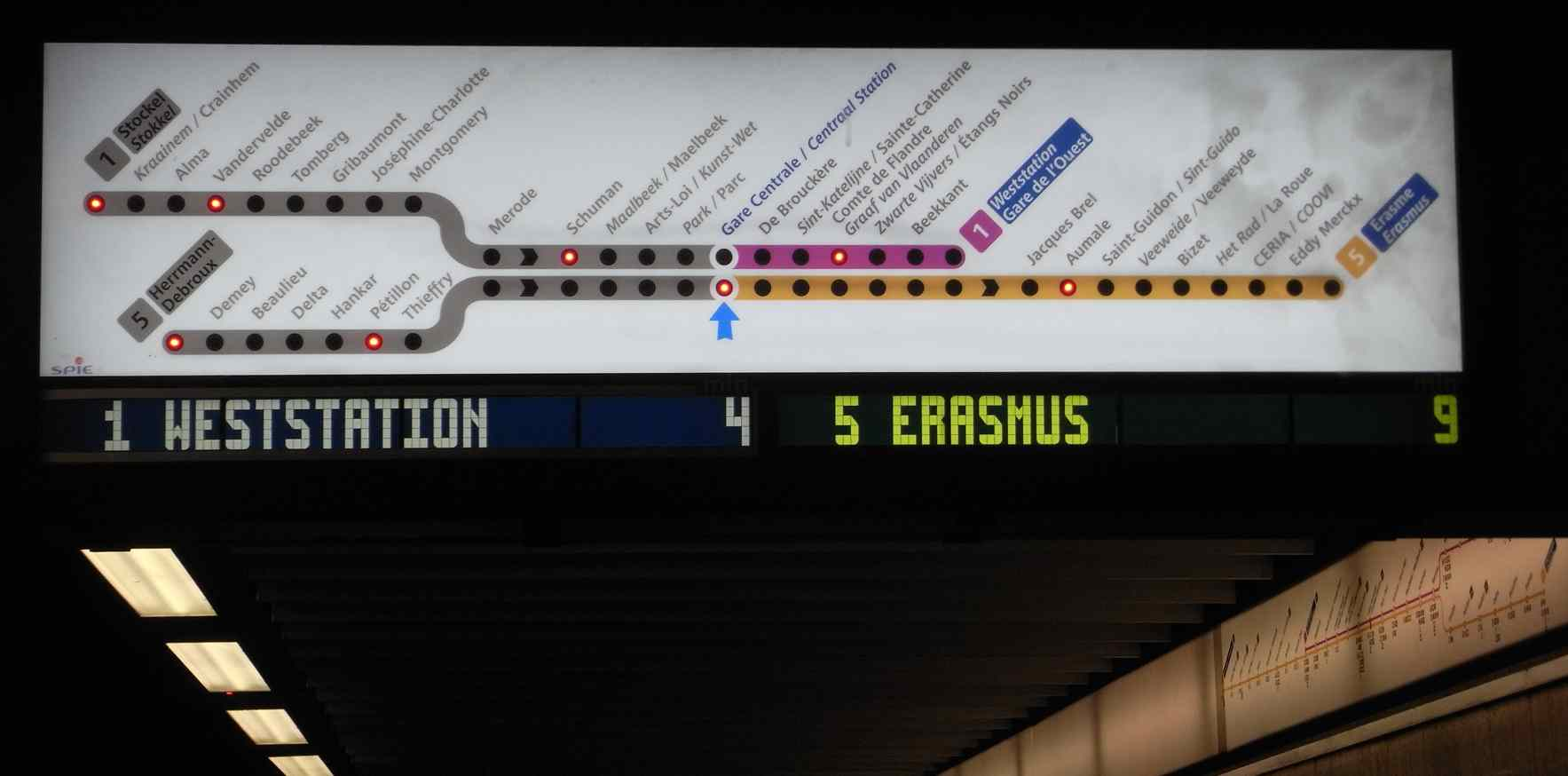
Linienband als Bahnsteiganzeiger in einer Brüsseler U-Bahn-Station

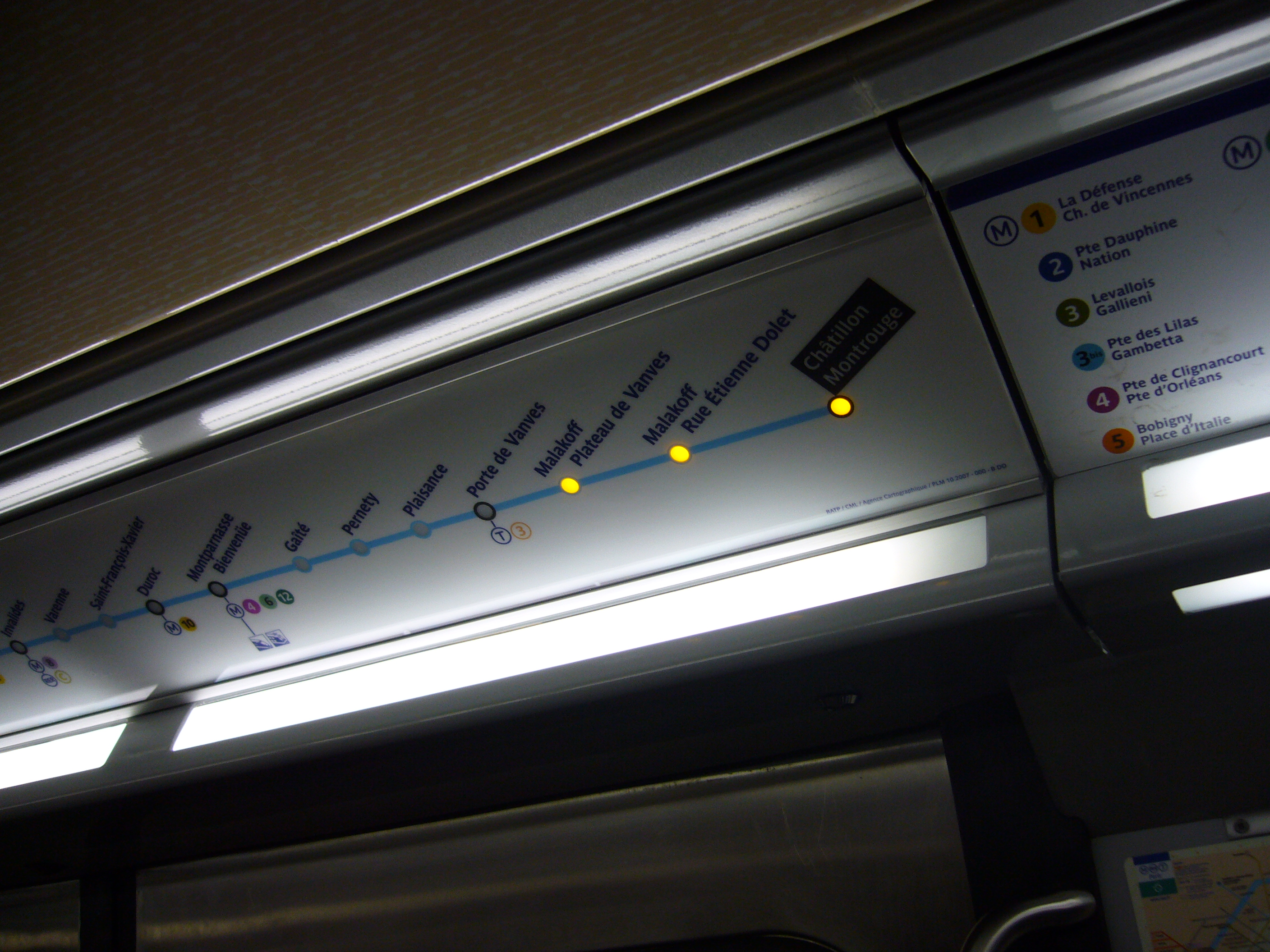
Linienband in einem Zug der Métro Paris

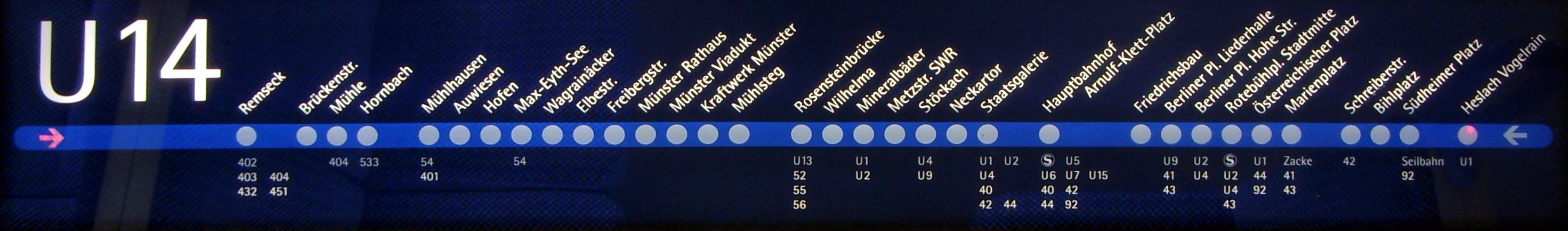
Sogenanntes Perlband bei der Stadtbahn Stuttgart, der wandernde rote Leuchtpunkt der Rollbandanzeige zeigt die jeweils nächste Station an

Ein Linienband ist die grafische Darstellung der Haltestellen einer Linie des Öffentlichen Personennahverkehrs. Am häufigsten findet man Linienbänder in Fahrplänen. Sie kommen aber auch als Anzeige im Innenraum von Fahrzeugen vor.

## Aufbau eines Linienbandes
Typischer Aufbau eines Linienbandes, erläutert anhand der U-Bahn-Linie U1 der Berliner Verkehrsbetriebe
Erläuterung
1. Haltestelle
2. Umsteigemöglichkeiten
3. Fahrzeit in Minuten ab Endstation
4. Verkehrsunternehmen
5. Verkehrsmittel
6. Liniennummer

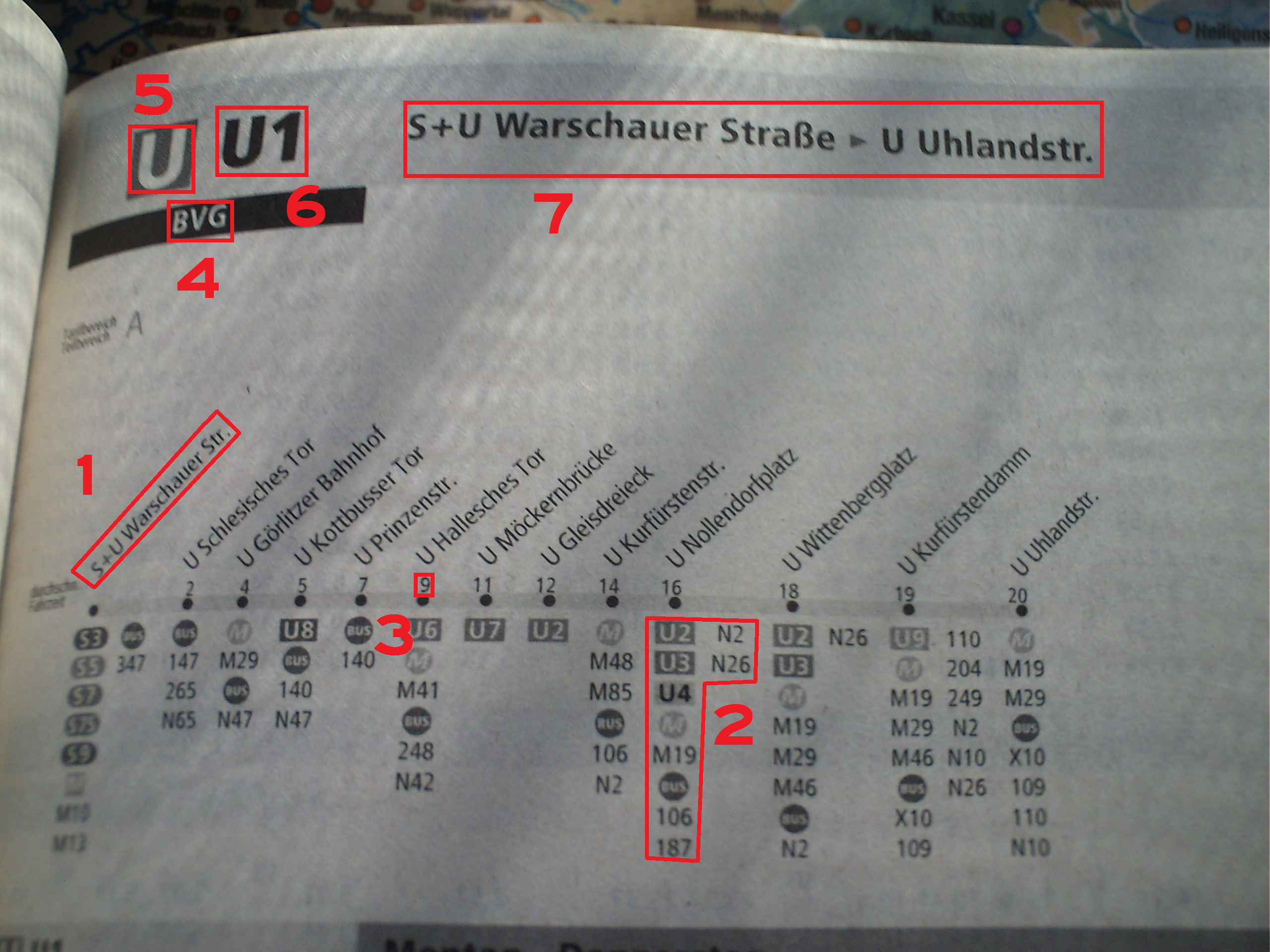

7. Start- und Ziel, eventuell mit wichtigen Zwischenhalten